# Фёрстер, Арнольд
Арнольд Фёрстер (нем. Arnold Förster, 20 января 1810 — 12 августа 1884, Ахен) — известный немецкий энтомолог и ботаник.

## Биография
В 1831—1836 годах изучал медицину и естественные науки в Бонне и в то же время состоял ассистентом при своём учителе профессоре Гольдфусе. С 1836 года был преподавателем в реальном училище в Ахене, где и оставался до самой смерти. Фёрстер удостоен философским факультетом Боннского университета звания почётного доктора философии, а в 1855 году получил звание профессора. Фёрстер занимался преимущественно перепончатокрылыми насекомыми и именно самыми мелкими по своей величине группами, и его можно считать одним из выдающихся специалистов по наездникам и другим близким им семействам.

## Труды
«Beiträge zur Monographie der Pteromalinen» (Ахен, 1841); «Ueber die Familie der Mymariden» (Б., 1847); «Uebersicht der Käferfanna der Rheinprovinz» (Бонн, 1849), «Hymenopterologische Studien: Formicariae, Chalcidiae, Proctotrupii» (Аахен, 1850 и 1856); «Monographie der Gattung Pezomachus» (Б., 1851); «Synoptische Uebersicht der Familien und Gattungen in den beiden Gruppen der Chaicidiae und Proctotrupii» (Аахен, 1856): «Systematische Eintheilung der Braconen Ichneumonen und Cynipiden in Familien und Grattungen» (Бонн, 1868) «Monographie der Familien der Plectiscoiden und Stylpnoiden» (Бонн, 1876); «Ueber den systematischen Werth des Flügelgeäders bei den Insecten und besonders bei den Hautflüglern» (Аахен, 1877); «Flora excursoria des Regierungsbezirks Aachen und der angrenzenden Gebiete der belgischen und holländischen Provinz Limburg. Phanerogamen und Gefässcryptogamen».
Богатые и весьма ценные коллекции перепончатокрылых, собранные и определённые Фёрстером, после его смерти поступили частью в частные руки, частью в музеи мюнхенский, венский и вармбруннский.